# Armand Halmos
Armand Halmos (Budapest, 13 marzo 1894 – ...) è stato un calciatore e allenatore di calcio ungherese.

## Carriera
Dopo aver giocato in gioventù nel MTK Hungaria, approda in Italia al termine della prima guerra mondiale. Nel campionato di Prima Divisione 1922-1923 siede sulla panchina della SPAL, che si classifica terza nel girone C, a due punti dal Padova primo classificato; a fine stagione la società, in difficoltà economiche, non lo riconferma, sostituendolo con l'allenatore-giocatore Giuseppe Ticozzelli. In seguito è alla Rivarolese per un biennio e al Legnano nel campionato di Prima Divisione 1927-1928. L'anno successivo è alla Vogherese, sempre in Prima Divisione dove aveva già allenato nella stagione 1925-1926.
Dopo una stagione al Teramo, in Terza Divisione, nel campionato di Serie B 1930-1931 è alla guida del Parma, dove ottiene un piazzamento di centro classifica; a fine stagione tuttavia lascia i ducali, in serie difficoltà economiche.
L'anno successivo inizia alla Cremonese, ancora in Serie B, e dopo aver lasciato i grigiorossi nel febbraio 1932 viene nominato allenatore del Piacenza, impegnato nel campionato di Prima Divisione (sceso al terzo livello del calcio italiano): sulla panchina emiliana non riesce a risolvere i problemi della squadra, partita con ambizioni di promozione, e dopo sole 5 partite è costretto a tornare in Ungheria per ragioni familiari. L'anno successivo è al Foligno nel campionato di Prima Divisione, e quindi allena il Campobasso e il Benevento, sempre nelle serie inferiori.
Nel campionato di Serie C 1935-1936 allena la Salernitana, conquistando il sesto posto in campionato. Nel dicembre 1936 il neonato Comitato Allenatori Federali lo include nei propri quadri: insieme ad altri dieci tecnici (tra cui Rebuffo, Degni, Tansini e Lelovich) si mette a disposizione dei vari comitati di zona per l'assistenza tecnica a formazioni minori, non in grado di dotarsi di un proprio allenatore. Dopo una stagione al Potenza in Serie C, e una breve parentesi nell'estate del 1938 con il Brindisi, nel campionato di Serie B 1938-1939 guida il Palermo, alternandosi con Ermenegildo Negri.

## Palmarès

### Allenatore

#### Competizioni nazionali
- Seconda Divisione: 2

Vogherese: 1928-1929
Campobasso: 1933-1934